# Tatranský pohár 1930
2. ročník Tatranského poháru se uskutečnil od 31. prosince 1930 do 4. ledna 1931. Turnaj se tehdy odehrál pod názvem Pohár Paláce sanatoria Dr. Szontagha. Zápasy se hrály v Novém Smokovci. Vítězem se stal tým LTC Praha.

## Účastníci
- LTC Praha
- SK Slavia Praha
- VS Praha
- DSK Třebíč
- ŠK Žilina
- Pötzleinsdorfer SK
- ŠK Slávia Banská Bystrica
- Ski Klub Bratislava
- SK Slovan Moravská Ostrava
- Jägerndorfer EV (Krnov)
- DEHG Praha
- Vyšehrad Praha
- MHC Budapešť
- Brünner EV (Brno)
- SK Třinec
- ŠK Vysoké Tatry

## Zápasy ve skupinách

### Skupina 1
|    |                 | Slavia | Třebíč | VS Praha | Žilina | V | R | P | Skóre | B |
| 1. | SK Slavia Praha | xxx    | 7:0    | 2:0      | 6:0    | 3 | 0 | 0 | 15:0  | 6 |
| 2. | DSK Třebíč      | 0:7    | xxx    | 3:0      | 0:0    | 1 | 1 | 1 | 3:7   | 3 |
| 3. | VS Praha        | 0:2    | 0:3    | xxx      | 2:1    | 1 | 0 | 2 | 2:6   | 2 |
| 4. | ŠK Žilina       | 0:6    | 0:0    | 1:2      | xxx    | 0 | 1 | 2 | 1:8   | 1 |

SK Slavia Praha – VS Praha 2:0 (0:0, 0:0, 2:0)

31. prosince 1930

Branky: Fiala 2.

SK Slavia Praha – DSK Třebíč 7:0 (4:0, 1:0, 2:0)

31. prosince 1930

Branky: Fiala 3, Kodýtek 2, Šmelhaus a Steigenhöfer.

VS Praha – ŠK Žilina 2:1 (1:0, 0:1, 1:0)

1. ledna 1931

Branky: Losos, Šára – Nývlt.

SK Slavia Praha – ŠK Žilina 6:0 (2:0, 4:0, 0:0)

2. ledna 1931

Branky: Steigenhöfer 3, Krásl 2, Kodýtek.

ŠK Žilina – DSK Třebíč 0:0

2. ledna 1931

DSK Třebíč – VS Praha 3:0 (0:0, 3:0, 0:0)

3. ledna 1931

Branky: Sláma 2 a Blažek.

### Skupina 2
|    |                     | Pötzleinsdorfer | DEHG | Bratislava | Jägerndorfer | V | R | P | Skóre | B |
| 1. | Pötzleinsdorfer SK  | xxx             | 2:0  | 0:0        | 6:1          | 2 | 1 | 0 | 8:1   | 5 |
| 2. | DEHG Praha          | 0:2             | xxx  | 2:0        | 1:1          | 1 | 1 | 1 | 3:3   | 3 |
| 3. | Ski Klub Bratislava | 0:0             | 0:2  | xxx        | 1:0          | 1 | 1 | 1 | 1:2   | 3 |
| 4. | Jägerndorfer EV     | 1:6             | 1:1  | 0:1        | xxx          | 0 | 1 | 2 | 2:8   | 1 |

DEHG Praha – Ski Klub Bratislava 2:0 (0:0, 1:0, 1:0)

31. prosince 1930

Branky: Zillmann, Wisovsky.

Ski Klub Bratislava – Jägerndorfer EV 1:0 (0:0, 1:0, 0:0)

1. ledna 1931

Branky: Valent.

Pötzleinsdorfer SK – DEHG Praha 2:0 (0:0, 2:0, 0:0)

1. ledna 1931

Branky: Ertl 2.

DEHG Praha – Jägerndorfer EV 1:1 (1:0, 0:0, 0:1)

2. ledna 1931

Branky: Zillmann - Wagner.

Pötzleinsdorfer SK – Ski Klub Bratislava 0:0

2. ledna 1931

Pötzleinsdorfer SK – Jägerndorfer EV 6:1 (1:1, 3:0, 2:0)

3. ledna 1931

Branky: Schmucker 3, Ertl 2, Stuchlý - Biffel.

### Skupina 3
|    |                 | Budapešť | Brünner | Třinec | Vysoké Tatry | V | R | P | Skóre | B |
| 1. | MHC Budapešť    | xxx      | 2:0     | 1:0    | 3:1          | 3 | 0 | 0 | 6:1   | 6 |
| 2. | Brünner EV      | 0:2      | xxx     | 4:0    | 1:0          | 2 | 0 | 1 | 5:2   | 4 |
| 3. | SK Třinec       | 0:1      | 0:4     | xxx    | 2:1          | 1 | 0 | 2 | 2:6   | 2 |
| 4. | ŠK Vysoké Tatry | 1:3      | 0:1     | 1:2    | xxx          | 0 | 0 | 3 | 2:6   | 0 |

SK Třinec – ŠK Vysoké Tatry 2:1 (2:0, 0:0, 0:1)

31. prosince 1930

Brünner EV – MHC Budapešť 0:2 (0:2, 0:0, 0:0)

31. prosince 1930

Branky: Révay, Margó.

MHC Budapešť – ŠK Vysoké Tatry 3:1 (0:0, 1:0, 2:1)

1. ledna 1931

Branky: Bethlen 2, Teleki - Olejár.

Brünner EV – SK Třinec 4:0 (2:0, 1:0, 1:0)

1. ledna 1931

Branky: Ehrenhaft 2, Wachmenko 2.

MHC Budapešť – SK Třinec 1:0 (0:0, 1:0, 0:0)

2. ledna 1931

Branka: Teleki.

Brünner EV – ŠK Vysoké Tatry 1:0 (0:0, 0:0, 1:0)

3. ledna 1931

Branka: Menšík.

### Skupina 4
|    |                            | LTC  | Ostrava | Vyšehrad | Banská Bystrica | V | R | P | Skóre | B |
| 1. | LTC Praha                  | xxx  | 11:0    | *        | 12:0            | 3 | 0 | 0 | 23:0  | 6 |
| 2. | SK Slovan Moravská Ostrava | 0:11 | xxx     | *        | 2:1             | 2 | 0 | 1 | 2:12  | 4 |
| 3. | Vyšehrad Praha*            | *    | *       | xxx      | 1:0             | 1 | 0 | 2 | 1:0   | 2 |
| 4. | ŠK Slávia Banská Bystrica  | 0:12 | 1:2     | 0:1      | xxx             | 0 | 0 | 3 | 1:15  | 0 |

- Vyšehrad Praha odstoupil z turnaje na protest proti nalosování do skupiny s LTC Praha. Jeho zbývající zápasy byly kontumovány.

Vyšehrad Praha – ŠK Slávia Banská Bystrica 1:0 (1:0, 0:0, 0:0)

1. ledna 1931

Branka: Träger.

SK Slovan Moravská Ostrava – ŠK Slávia Banská Bystrica 2:1 (2:0, 0:0, 0:1)

1. ledna 1931

Branky: Skopalík, Metelka - Haško.

LTC Praha – SK Slovan Moravská Ostrava 11:0 (2:0, 8:0, 1:0)

3. ledna 1931

Branky: Maleček 7, Hromádka, Švihovec, Kučera, Pušbauer.

LTC Praha – ŠK Slávia Banská Bystrica 12:0 (6:0, 3:0, 3:0)

3. ledna 1931

Branky: Maleček 6, Švihovec 3, Hromádka 2 a Pušbauer.

### Semifinále
LTC Praha – Pötzleinsdorfer SK 7:0 (4:0, 3:0, 0:0)

4. ledna 1931

Branky: Maleček 3, Hromádka 3 a Švihovec.

SK Slavia Praha – MHC Budapešť 1:0 (1:0, 0:0, 0:0)

4. ledna 1931

Branka: Kodýtek.

### Finále
LTC Praha – SK Slavia Praha 2:0 (0:0, 0:0, 2:0)

4. ledna 1931

Branky: Maleček a Hromádka.

### Zápas o 3. místo
MHC Budapešť – Pötzleinsdorfer SK 1:0 (0:0, 1:0)*

4. ledna 1931

Branka: Margó.
- Kvůli špatnému ledu hráno na 2 x 15 minut.

## Konečné pořadí
| Pořadí           | Tým                        |
| ---------------- | -------------------------- |
| Zlatá medaile    | LTC Praha                  |
| Stříbrná medaile | SK Slavia Praha            |
| Bronzová medaile | MHC Budapešť               |
| 4.               | Pötzleinsdorfer SK         |
| 5.               | Brünner EV                 |
| 6.               | Vyšehrad Praha             |
| 7.               | DEHG Praha                 |
| 8.               | Ski Klub Bratislava        |
| 9.               | DSK Třebíč                 |
| 10.              | VS Praha                   |
| 11.              | SK Třinec                  |
| 12.              | SK Slovan Moravská Ostrava |
| 13.              | Jägerndorfer EV            |
| 14.              | ŠK Žilina                  |
| 15.              | ŠK Vysoké Tatry            |
| 16.              | ŠK Slávia Banská Bystrica  |

### Soupisky:
1.  LTC Praha

Brankář: Peka

Obránci: Pušbauer, Peters

Útočníci: Maleček, Hromádka, Švihovec a Kučera
2.  SK Slavia Praha

Brankář: Pospíšil

Obránci: Šmelhaus a Steigenhöfer II

Útočníci: Steigenhöfer, Fiala, Kodýtek a Krásl (Jirkovský, Šroubek)
3.  MHC Budapešť

Wirth, Suchý, Bethlén I, Margó, Bethlén II, Teleki.
4.  Pötzleinsdorfer SK

Brankář: Oerdögh

Obránci: Stuchlý, Schuster

Útočníci: Tatzer, Ertl, Schmucker, Gärtner, Hähnhapel, Rosar, Klinger, Beneš